# John Kuester
John Kuester, né le 6 février 1955 à Richmond, aux États-Unis, est un joueur et entraîneur américain de basket-ball. Il évoluait au poste de meneur.